# William J. Flynn
 (février 2022).
William James Flynn (18 novembre 1867 - 14 octobre 1928) est un haut fonctionnaire américain. Il dirige les services secrets des États-Unis de 1912 à 1917, avant d'occuper le poste de directeur du Bureau of Investigation du 1er juillet 1919 au 21 août 1921.

## Biographie
Flynn est né à New York en 1867. Il commence sa carrière gouvernementale en 1897, après avoir reçu une éducation dans une école publique[réf. nécessaire].

## Début de carrière
Flynn a commencé plombier. Ensuite agent des services secrets des États-Unis, Flynn en devient le chef de 1912 à 1917, succédant ainsi à John Wilkie (en).

## Carrière au Bureau of Investigation

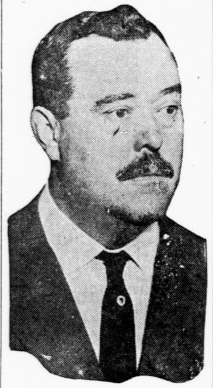
William J. Flynn en 1917.

En 1919, Flynn est nommé directeur du Bureau of Investigation, ancêtre du FBI, par le procureur général Palmer.

### Démission
L'approche intransigeante de Flynn en matière de contre-espionnage et ses déclarations publiques alarmistes destinées à éveiller les États-Unis à la menace de l'espionnage allemand ont provoqué la colère des communautés allemande et irlandaise et ont érodé le soutien de Flynn à Washington, se terminant par sa démission.
Après avoir démissionné, Flynn devient chef de la police de l'administration fédérale des chemins de fer.

### Réintégration et remplacement
Deux ans après avoir quitté les services secrets, il est de nouveau appelé au poste de directeur du Bureau d'enquête par Palmer.
La nouvelle administration Harding remplace par la suite Flynn par William J. Burns.

### Retraite et fin de vie
Alternant écriture d'articles, de romans policiers, scénariste pour l'industrie cinématographique, Flynn meurt âgé 60 ans à Larchmont (État de New York).